# Papa Pius al II-lea
Pius al II-lea, născut Enea Silvio Bartolomeo de Piccolomini (în latină Aeneas Sylvius; n. 18 octombrie 1405, Pienza, Toscana, Italia – d. 14 august 1464, Ancona, Statele Papale), a fost papă între 1458 și 1464. A fost un umanist renascentist, diplomat și scriitor, devenind ulterior liderul Bisericii Catolice într-o perioadă de schimbări intense în Europa.

## Tinerețe și formare
S-a născut pe 18 octombrie 1405 în Corsignano, în Republica Siena (azi Pienza, Toscana), într-o familie nobilă sărăcită. A studiat la Universitatea din Siena, concentrându-se pe drept canonic și literatură. A intrat în serviciul Bisericii ca funcționar și diplomat la Conciliul de la Basel, unde a avut o carieră strălucită ca secretar și orator.
Inițial susținător al conciliarismului (ideea că un conciliu are autoritate superioară papei), și-a schimbat ulterior poziția și a susținut autoritatea papală.

## Carieră ecleziastică și diplomatică
Înainte de a deveni papă, Enea Silvio Piccolomini a fost consacrat episcop de Trieste, apoi cardinal în 1456, fiind remarcat de Papa Calixt al III-lea pentru talentul său diplomatic. A fost activ în misiuni politice pentru Sfântul Scaun, negociind alianțe și tratate între regii Europei. A servit în mai multe curți regale, inclusiv în cea a regelui Frederic al III-lea al Sfântului Imperiu Roman.
A fost ales papă la 19 august 1458, succedându-i lui Calixt al III-lea, și a luat numele de **Pius al II-lea**, inspirat de figura pioasă a lui Vergiliu.

## Activitate ca papă
Pontificatul său s-a concentrat pe:
- Consolidarea autorității papale – a continuat eforturile de centralizare a Bisericii și a denunțat conciliile care îi contestau autoritatea.
- Apeluri la cruciadă împotriva Imperiului Otoman – după căderea Constantinopolului în 1453, Pius al II-lea a încercat să unească Europa într-o nouă cruciadă, dar cu puțin succes politic. A murit în 1464 la Ancona, în timp ce aștepta o flotă creștină care nu a mai sosit.
- Urbanism și arhitectură – a transformat satul natal Corsignano în orașul renascentist Pienza, numit astfel în onoarea sa.

## Contribuții literare
Înainte de pontificat, a fost un autor prolific:
- ”Comentariile” (Commentarii) – unice în istoria papalității, sunt autobiografia sa scrisă la persoana a treia.
- Cosmographia – lucrare în care descrie lumea cunoscută, inclusiv informații despre Țările Române, influențând percepția despre originea latină a românilor[11].

A scris poezie, tratate politice, epistole și discursuri, toate în latină, fiind considerat un exponent major al umanismului italian.

## Moștenire
Pius al II-lea a rămas în istorie ca una dintre cele mai complexe figuri ale secolului al XV-lea: scriitor, diplomat și lider religios. Orașul Pienza, construit după planurile sale urbanistice, este astăzi patrimoniu mondial UNESCO. Moștenirea sa include și modelul de papalitate umanistă, care îmbina cultura clasică cu autoritatea religioasă.